# Eochaid
Eochaid, Eocha, Eochu, (zm. po 889) – król Strathclyde 877–889 i Szkotów 878–889 (razem z Giricem).
Po matce wnuk Kennetha I, syn Rhuna MacArthgala, władcy Strathclyde, brytyjskiego królestwa podległego Szkotom.
Eochaid, zgodnie ze szkocką tradycją tanistry, jako pochodzący z żeńskiej linii, nie mógł być wybrany na króla Szkotów. W celu zdobycia tronu zawiązał spisek z prawowitym sukcesorem – Giricem. Po obaleniu Aeda obydwaj kuzyni rządzili jednocześnie, ale brak jest bliższych danych o tym okresie. Obydwaj zostali usunięci przez potomka Kennetha I w linii męskiej – Donalda II w 889 r.; Giric zginął w bitwie pod Dundurn w środkowej części kraju, a Eochaid został wygnany ze Szkocji.